# برج العرب (مركز)
مركز برج العرب هو مركز إداري مصري، يقع غرب محافظة الإسكندرية، أنشأ بقرار رئيس مجلس الوزراء رقم 917 لسنة 1988 كأحد مراكز محافظة مطروح، وظل كذلك حتى تم ضمه إلى محافظة الإسكندرية بقرار رئيس مجلس الوزراء رقم 1245 لسنة 1990، بلغ عدد سكان مركز برج العرب في 1 يوليو 2017 حوالي 92175 نسمة.
القاعدة الإدارية للمركز هي مدينة برج العرب، ويضم المركز مدينة واحدة هي مدينة برج العرب، وثلاثة قرى هي بهيج، أبو صير، والغربانيات. يحده من الشمال البحر الأبيض المتوسط، ومن الجنوب ترعة بهيج ومدينة برج العرب الجديدة، ومن الشرق حي ثان العامرية، ومن الغرب مركز الحمام.

## التقسيم الإداري
ينقسم مركز برج العرب إداريًا إلى مدينة واحدة وثلاثة قرى رئيسية بتوابعها كالتالي:

### مدينةبرج العرب
تضم تسعة قرى هي:
- برج العرب أ
- برج العرب ب
- نجع الصناقرة
- هوارة
- حميدة
- شامخ
- رجب تاعب
- أولاد منصور
- سيف النصر

### قريةبهيج
تضم 12 قرية ونجع هي:
- بهيج أ
- البراجنة
- الشهيد عبد ربه
- عبد المولى سالم
- البرج الجديد
- السكة
- كرم خضر
- السراحنة
- الميثاق
- القاسمية
- حميدة
- القطعان

### قريةالغربانيات
تضم 9 قرى ونجوع هي:
- الجويرة
- الغربانيات
- العصافرة
- النهضة
- الجويدة
- حمودة
- الصحفاق
- البرادهة
- مصباح

### قريةأبو صير
تضم 17 قرية ونجع هي:
- الشرارة
- مراقيا الجنوبية
- الشروق
- الفنار
- وسط الساحل
- أبو صير
- فنوش
- القناشات
- غرب
- القرية الأم
- سمالوس
- العزايم
- حبوش شرق
- القريضات
- حمليص
- الشتور
- البحوز

## أهم المعالم
- منطقة ابو صير الأثرية.
- محطة قطار رئيسية ضمن مشروع الخط الأول للقطار الكهربائي السريع.
- محاجر ومصنع الأسمنت بالغربنيات.
- سجن برج العرب.

## معرض الصور

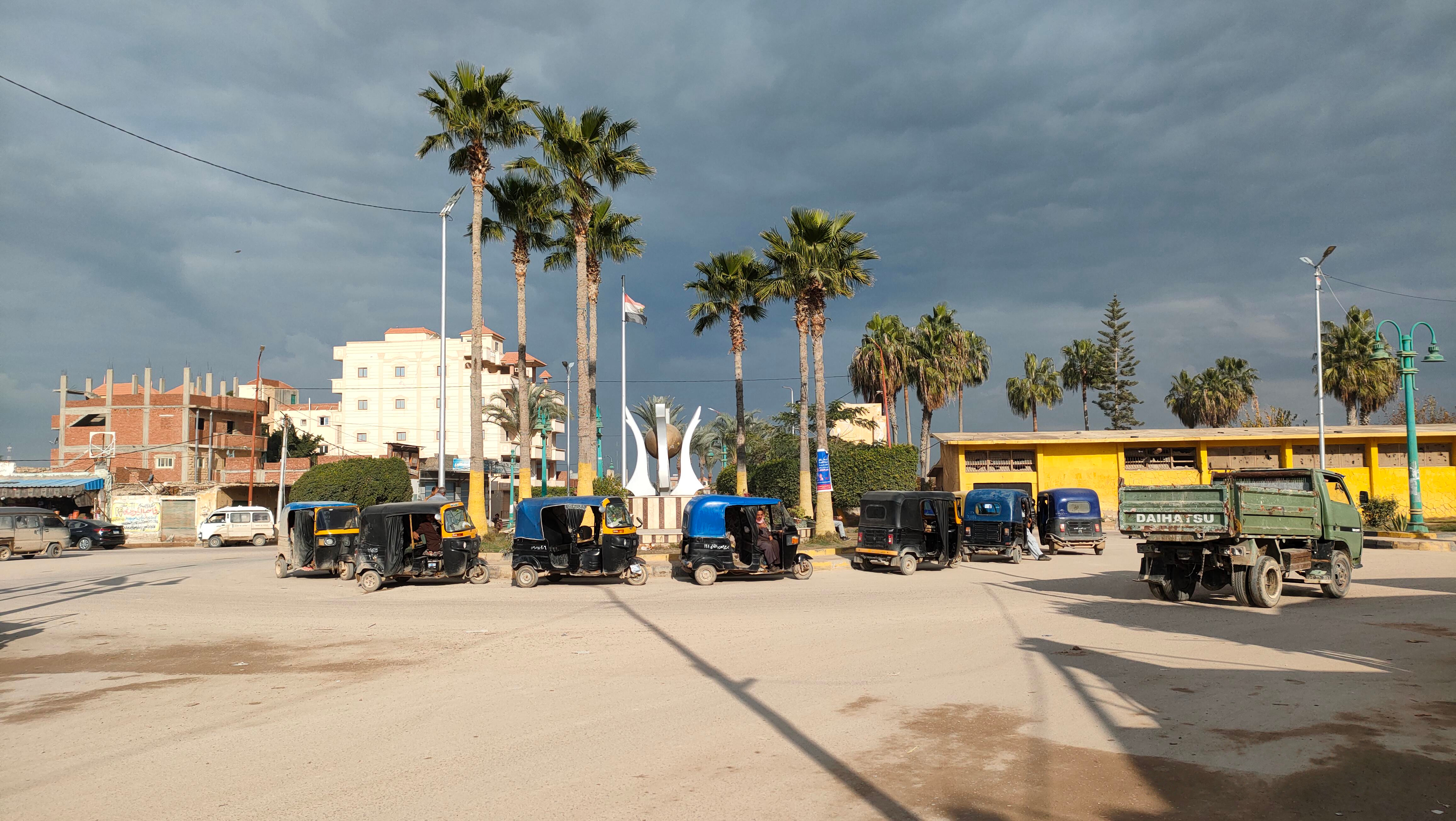
مدينة برج العرب
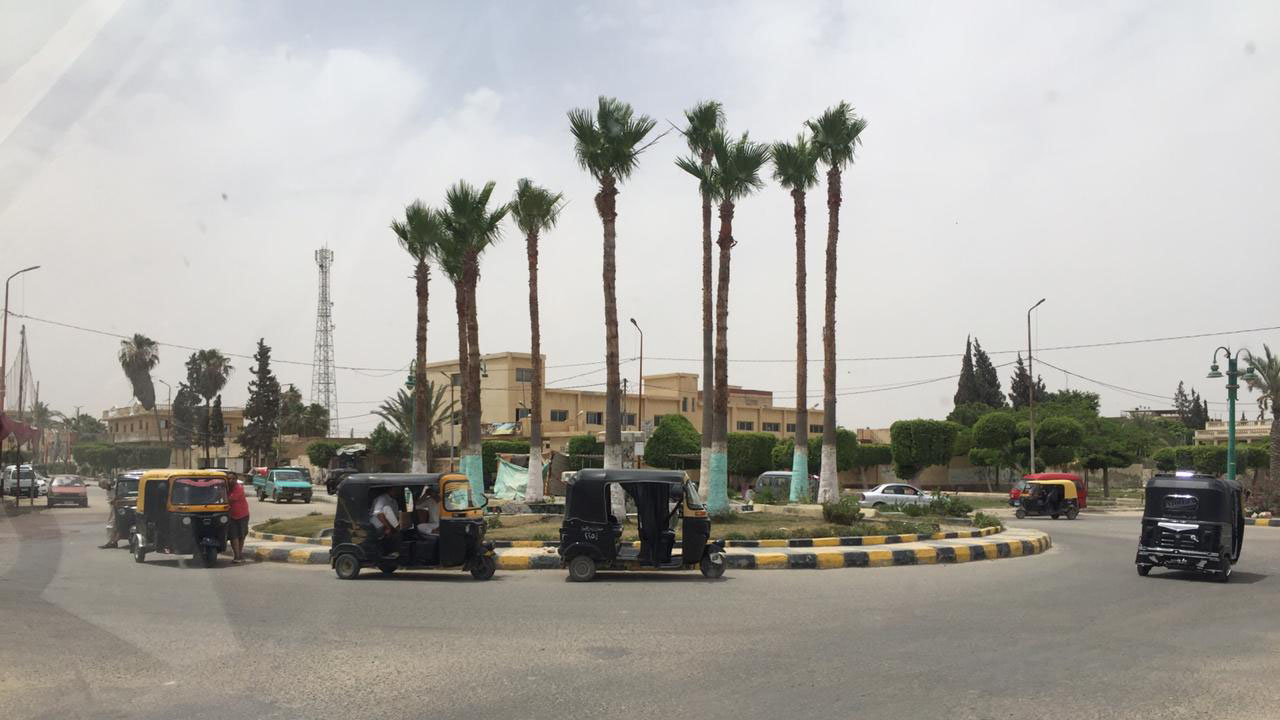
مدينة برج العرب
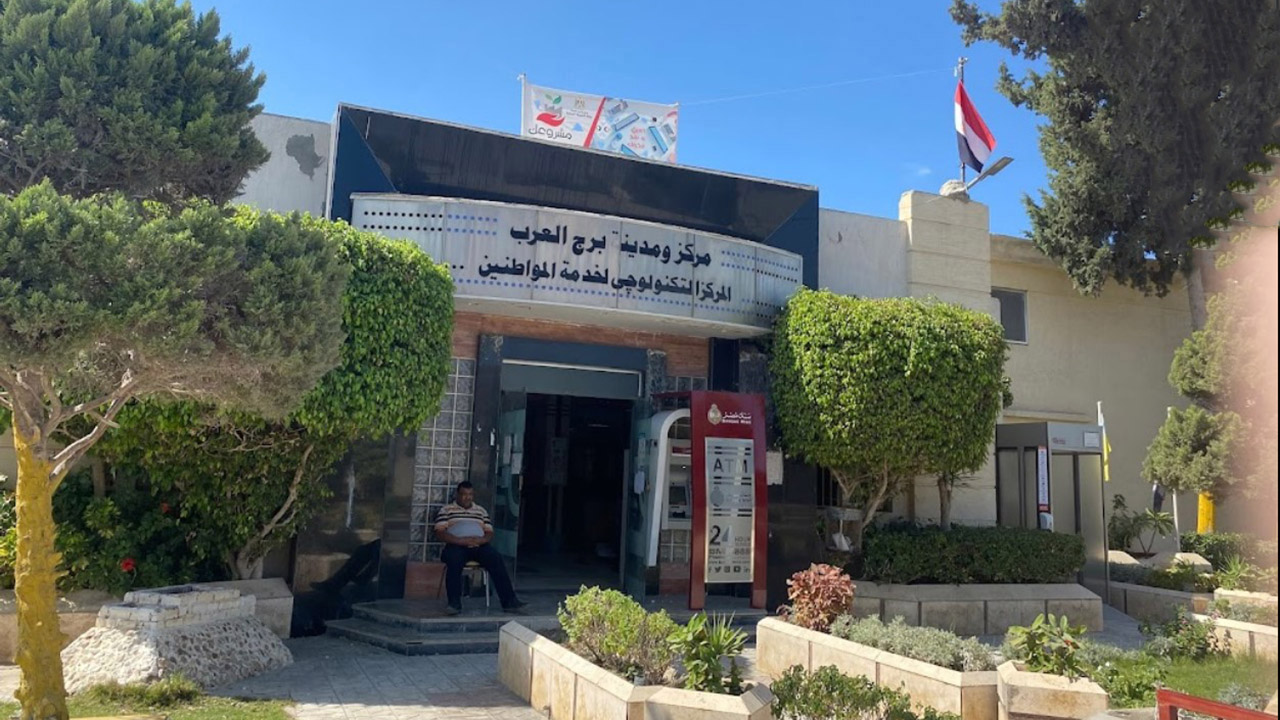
مقر مركز المدينة
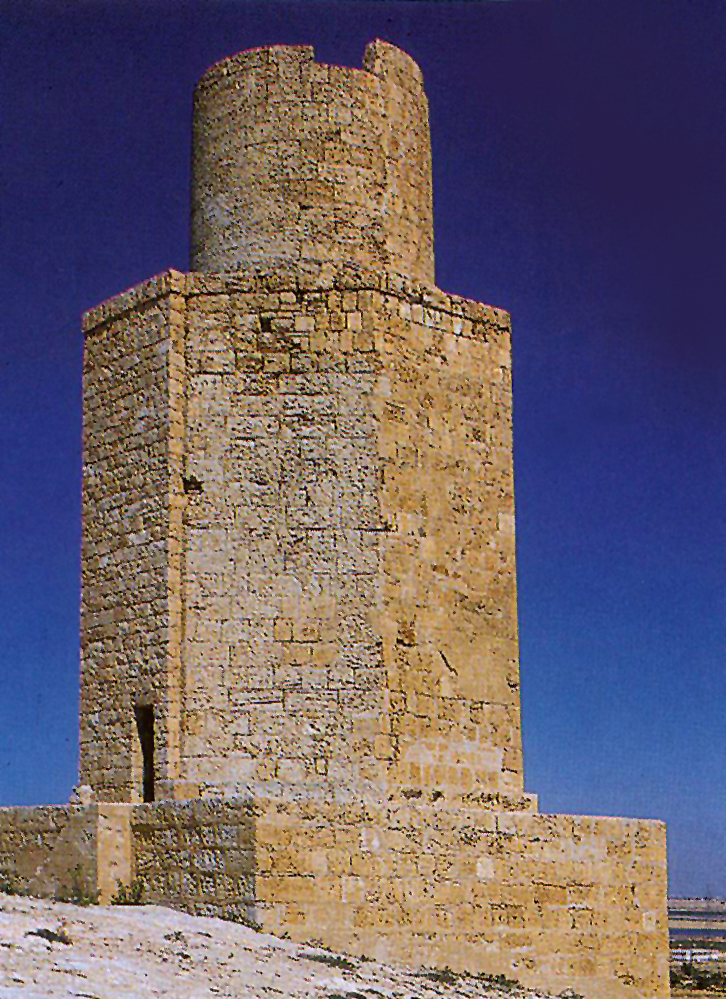
قرية أبو صير
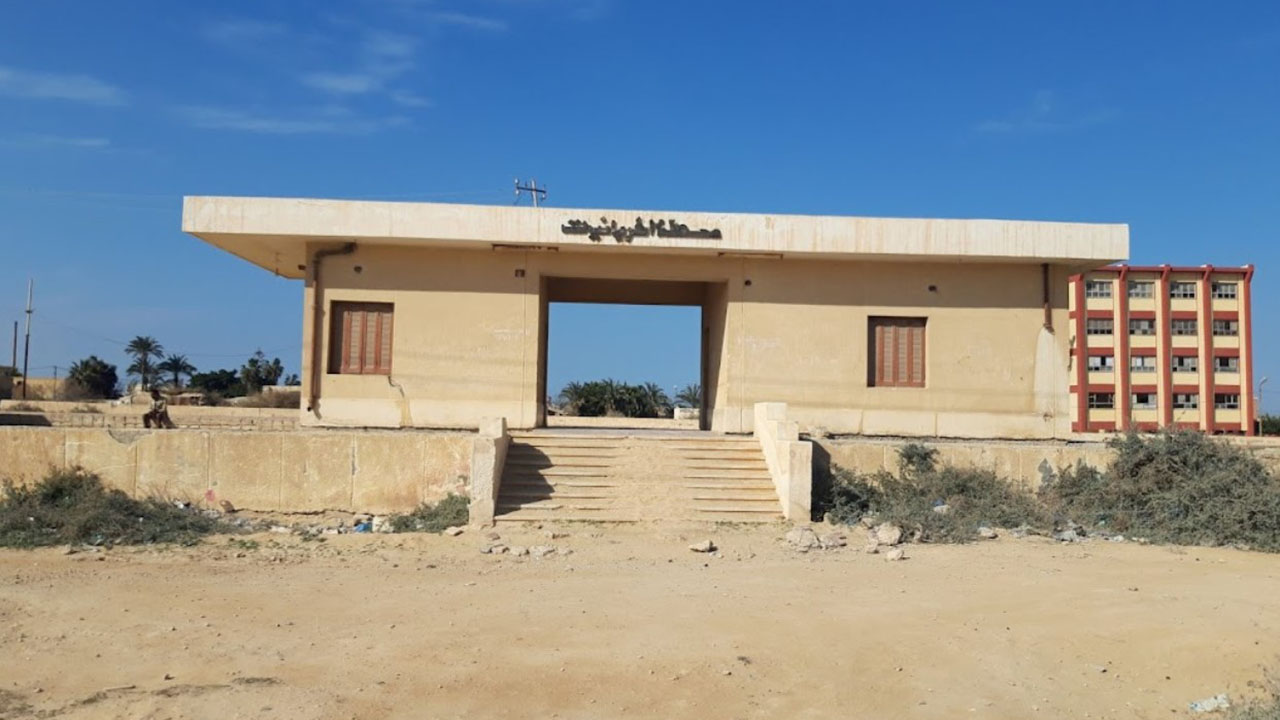
محطة قطار الغربانيات
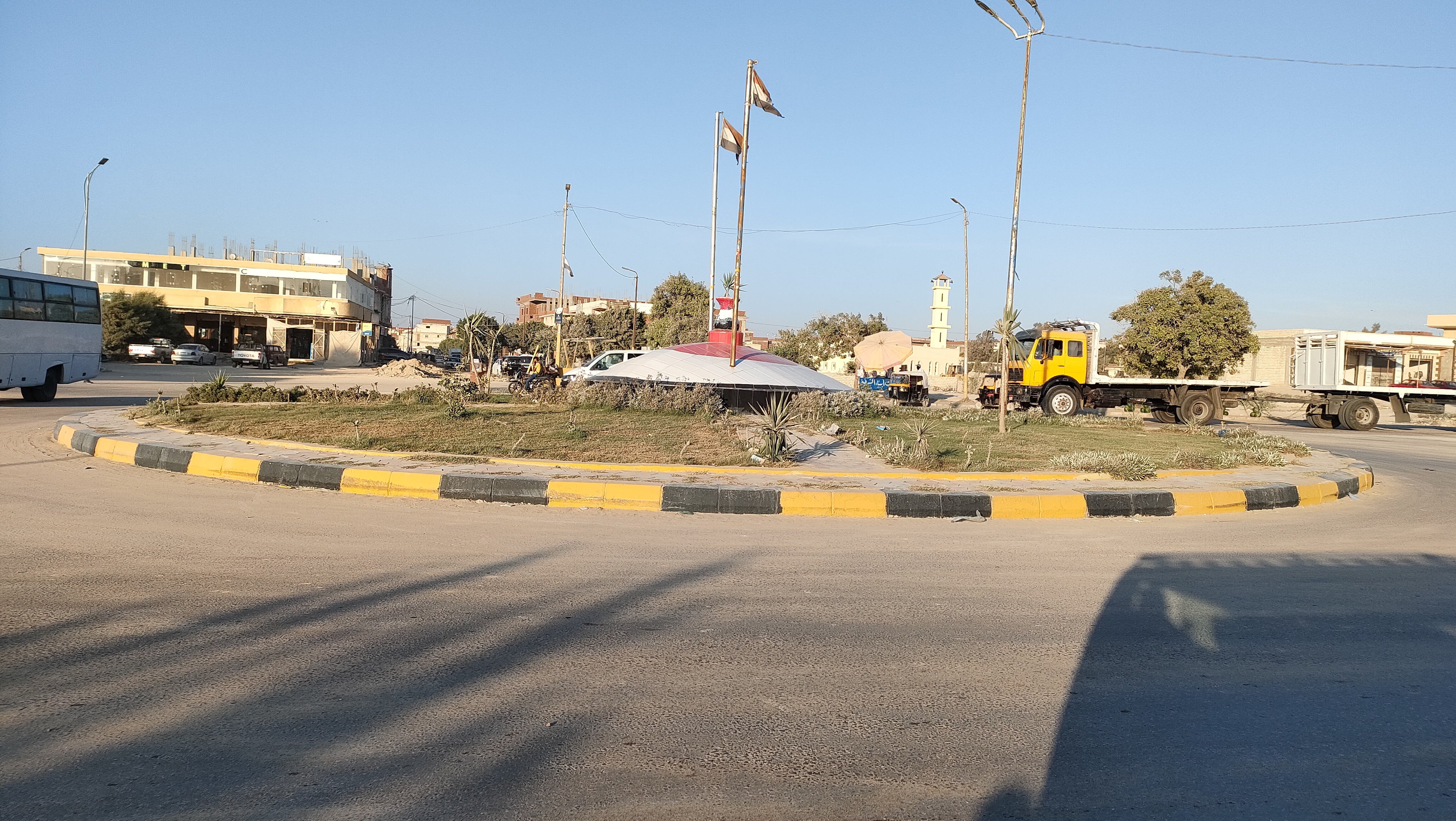
قرية بهيج
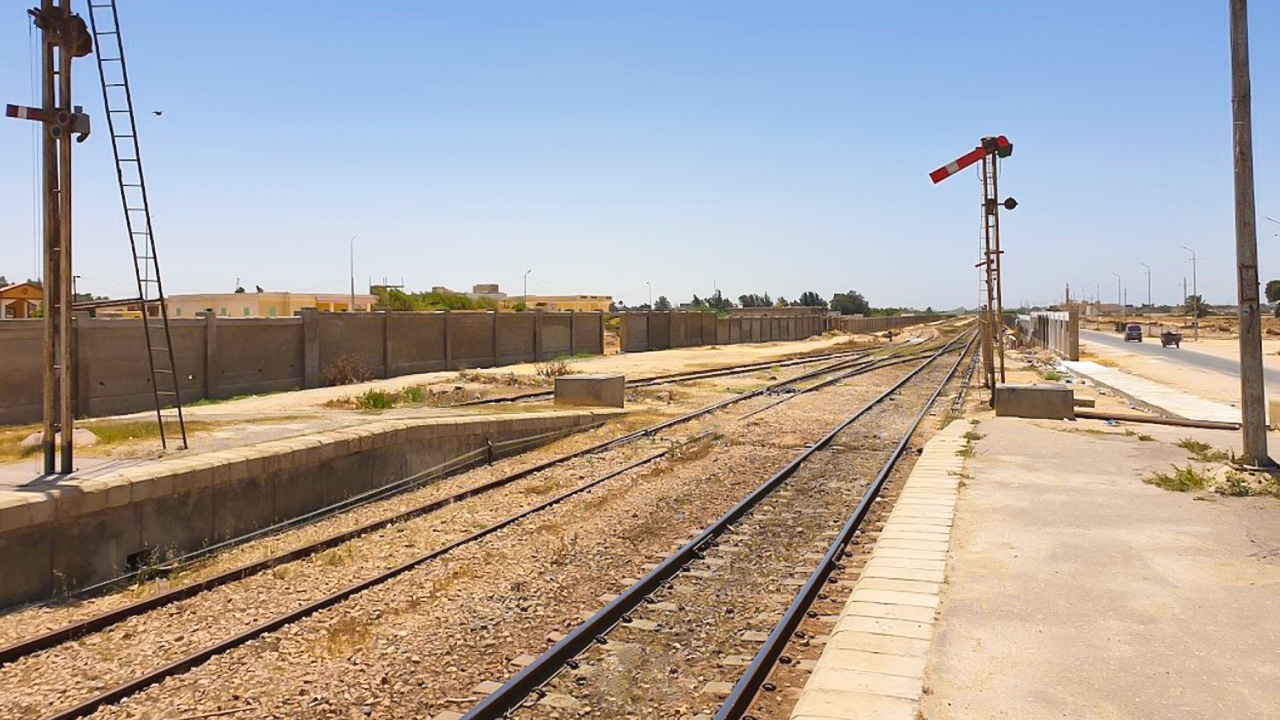
محطة قطار بهيج

## وصلات خارجية
- الصفحة الرسمية لمركز برج العرب على موقع فيس بوك